# Pavlin Ivanov
Pavlin Ivanov (Yambol, 28 de marzo de 1993) es un jugador de baloncesto búlgaro que pertenece a la plantilla del Hestia Menorca de la Liga LEB Oro. Con 1,96 metros de altura juega en la posición de escolta.

## Trayectoria profesional
Ivanov comenzó a jugar baloncesto en las categorías inferiores del BC Yambol de su ciudad natal a los nueve años. En 2008. con apenas 15 años firmó por la Benetton Basket e hizo su debut profesional con el conjunto de Treviso en la temporada 2011-12. 
En la temporada 2012-13, fichó por el KK Budućnost. En diciembre de 2013 regresó a su ciudad natal para jugar en el BC Yambol. 
En la temporada 2014-15 fichó por el Levski, pero terminó la temporada en el BC Beroe. 
En la temporada 2015-16, Ivanov se mudó al Lukoil Academic, con el que ganó la Liga y fue galardonado con el MVP de la final.
En enero de 2018, firmó por el Levski Lukoil con todos los jugadores del primer equipo del Lukoil Academic, como parte de un cambio de patrocinio entre los dos clubes. 
En noviembre de 2018, firmó con Balkan por una temporada.
El 2 de febrero de 2020, firmó con Beroe en la NBL búlgara. En junio de 2020, se incorporó a Rilski Sportist, donde jugó durante dos temporadas. 
En la temporada 2022-23, firma por el Balkan Botevgrad. 
En la temporada 2023-24, firma por el BC CSU Sibiu de la liga rumana.
El 8 de agosto de 2024, firma por el Hestia Menorca de la Liga LEB Oro.

### Internacional
Ivanov representó a la Selección de baloncesto de Bulgaria absoluta en el EuroBasket 2022, promediando 10,2 puntos por partido. Con las selecciones juveniles de Bulgaria, jugó en el Campeonato de Europa FIBA Sub-18 de 2010 y en el Campeonato de Europa FIBA Sub-20 de 2013.